# Democrat Youth Community of Europe
Die Democrat Youth Community of Europe (DEMYC, deutsch: Demokratische Jugendgemeinschaft Europas) ist ein internationaler Dachverband der Jugendorganisationen christdemokratischer, konservativen und gleichgesinnten Parteien Europas.
Die Junge Generation in der SVP (Südtirol) ist die einzige deutschsprachige Jugendorganisation in der DEMYC.

## Beschreibung
Ziel der DEMYC ist die Förderung der Kontakte und das Ausbauen der Kooperation ihrer Mitgliedsorganisationen aus verschiedenen europäischen Staaten und dadurch am Vereinigten Europa beizutragen.
Jedes Jahr werden verschiedene Seminare in unterschiedlichen Teilen Europas veranstaltet. Während dieser Treffen wurden in den vergangenen Jahren unter anderem folgende Themen behandelt: Die neuen Demokratien in Zentral- und Osteuropa und deren Weg im zukünftigen gemeinsamen Europa, die Europäische Union und ihre Entwicklung hin zu einem vereinten Europa, der Nord-Süd Dialog, die Umwelt- und Arbeitspolitik, die Zukunft des Wohlstandsstaats, die Folgen der Einführung von neuen Technologien und vieles mehr.
Die DEMYC ist Mitglied in der International Young Democrat Union (IYDU), der Jugendorganisation der Internationale Demokratische Union (IDU).

## Mitgliedsorganisationen

### Vollmitglieder
Albanien
- Forumi Rinor I Partia Demokratike Te Shqiperise (FR-PD)

 Armenien
- Youth Organisation of the Republican Party of Armenia

 Bosnien und Herzegowina
- Mladez Hrvatske Demokratske Zajednica Bih

 Bulgarien
- Mladezki Sajuz Na Demokraticeska Partija

 Dänemark
- Konservativ Ungdom (KU)

 Estland
- Pro Patria Union Youth (PPUY)

 Frankreich
- Jeunes de l’Union

 Georgien
- Conservative Union of Georgian Youth (CUGY)

 Griechenland
- Organossis Neon Neas Dimokratias (ONNED)

 Island
- Samband Ungra Sjalfstaedismanna (SUS)

 Israel
- Young Likud (YL)

 Italien
- Junge Generation in der Südtiroler Volkspartei (JG) - Südtirol
- Forza Italia Giovani (FIG)

 Kroatien
- Mladez Hrvatske Demokratske Zajednice (MHDZ)

 Lettland
- Youth of the Latvian People’s Party (YLPP)

 Litauen
- Jaunuju konservatoriu lyga (JKL)

 Montenegro
- Klub mladih Narodne stranke (KM NS)

 Polen
- Mlodzi Demokraci (MD)
- Mlodzi Konserwatysci (MK)

 Portugal
- Juventude Popular

 Rumänien
- Partidul National Taranesc Crestin Democrat - Organizata de Tinteret (PNTCD-OT)

 Serbien
- Omladina Demokratske Stranke Srbije (ODSS)

 Slowakei
- Krestanskodemokratická Mladez Slovenska (KDMS)
- Civic Democratic Youth (ODM)

 Slowenien
- Nova Generacija SLS
- Slovenska Demokratska Mladina SDM

 Spanien
- Nuevas Generaciones del Partido Popular (NN.GG.)

 Tschechien
- Mladí Konzervativci (MK)

 Ukraine
- Molody Rukh
- Hristiyans’ko-Democratichna Molod’ Ukraini (HDMU)

 Ungarn
- Ifjúsági Demokrata Fórum (IDF)
- Ifjúsági Kereszténydemokrata Unió (IKU)

 Belarus
- Civil Forum

 Zypern
- Neolea Dimokratikou Sinagermoy (NEDISY)

### Mitglieder mit Beobachtungsstatus
Estland
- Noored Konservatiivid

 Georgien
- Georgian Youth Christian Democratic Association (SAQDA)

 Lettland
- Jaunais laiks Jaunatnes nodaļa (JLJN)

 Mazedonien
- Youth Union of VMRO-DPME

 Ungarn
- Fidesz Ifjúsági Tagozat

 Belarus
- Moladzievy Ruch Bielaruskaha Narodnaha Frontu „Maladoje Adradžeńnie“